# Roberto Stagno
Roberto Stagno, właśc. Vincenzo Andriolo (ur. 11 października 1840 w Palermo, zm. 26 kwietnia 1897 w Genui) – włoski śpiewak operowy, tenor.

## Życiorys
Studiował w Mediolanie u Giuseppe Lampertiego, jako śpiewak zadebiutował na scenie w 1862 roku w Lizbonie rolą Rodriga w Otellu Giuseppe Verdiego. W kolejnych latach występował na scenach włoskich, a także w Madrycie (1865), Moskwie (1868) i Buenos Aires (1879). W 1883 roku wystąpił w Metropolitan Opera w Nowym Jorku jako Enzo w amerykańskiej premierze Giocondy Amilcare Ponchiellego. W 1890 roku kreował rolę Turridu w prapremierowym przedstawieniu Rycerskości wieśniaczej Pietro Mascagniego w Teatro Costanzi w Rzymie. W 1892 roku wystąpił także w rzymskim Teatro Argentina w prapremierze Mala vita Umberto Giordano.
Był żonaty ze swoją uczennicą, śpiewaczką operową Gemmą Bellincioni. Ich córka, Bianca Stagno-Bellincioni (1888–1980), także została śpiewaczką.